# La Marche vers Valley Forge
La Marche vers Valley Forge (en anglais : The March to Valley Forge) ou Washington faisant la revue de ses troupes à Valley Forge (Washington Reviewing His Troops at Valley Forge) est une huile sur toile de William B. T. Trego réalisée en 1883 à Philadelphie. Le titre complet porte une précision de date : la journée du 16 décembre 1777.

## Description
La toile représente le général George Washington menant l'Armée continentale à Valley Forge — la camp pour l'hiver — en 1777 lors de la guerre d'indépendance des États-Unis.

## Autour de l'œuvre
William B. T. Trego aurait été inspiré par un passage de La Vie de George Washington (1855) de Washington Irving : « Triste et morne était la marche vers Valley Forge… ». Ce passage a été d'ailleurs imprimé dans le catalogue de l'exposition où est apparue la toile en 1883.
Obtenant seulement le 3e prix lors d'un concours annuel de la Pennsylvania Academy of the Fine Arts, en dépit de la remarque des juges selon laquelle sa peinture était la meilleure qui était présentée, Trego poursuivit l'académie. Le procès fut finalement perdu à la Cour suprême de Pennsylvanie en 1886 mais Trego y gagna en publicité.
Un jeune soldat saluant Washington pourrait être un portrait de Trego.
Cette peinture emblématique de la Révolution américaine est conservée au musée de la révolution américaine de Philadelphie, aux États-Unis. Il s'agit du travail le plus connu de l'artiste.
L'œuvre a été reproduite sous la forme de timbres postaux en 1976 aux États-Unis pour la célébration du bicentenaire de la Révolution américaine.
Le tableau a été restauré en 2011.